# Bnei Anusim Sefarditas
Bnei Anusim Sefarditas é um termo moderno usado para definir os descendentes cristãos contemporâneos de cerca de 250 mil judeus sefarditas que foram forçados a se convertir ao Catolicismo na Península Ibérica a partir do final do século XV. A grande maioria dos conversos (ou cristãos-novos) permaneceu na Espanha e Portugal, e os seus descendentes, que chegam a milhões, vivem em ambos os países. A pequena minoria de conversos que emigraram normalmente escolhiam ir para destinos onde já existiam comunidades sefarditas, particularmente para o Império Otomano e o Norte da África, mas também para cidades mais tolerantes na Europa, onde muitos deles regressaram imediatamente ao Judaísmo. Teoricamente, muito poucos deles teriam viajado para a América Latina em expedições coloniais, haja vista que apenas os espanhóis que pudessem certificar que não tinham ascendência muçulmana ou judaica recente deveriam ter permissão para viajar para o Novo Mundo. Estudos genéticos recentes sugerem que a ascendência sefardita presente nas populações latino-americanas chegou ao mesmo tempo que a colonização inicial, o que sugere que um número significativo de recém-convertidos foram capazes de viajar para as Américas e contribuir para o pool genético de populações latino-americanas, apesar da proibição oficial de fazê-lo. Além disso, os imigrantes espanhóis que chegaram posteriormente teriam contribuído com uma ascendência convertida adicional em algumas partes da América Latina.
O conceito Bnei Anusim ganhou alguma popularidade na comunidade hispânica no sudoeste dos Estados Unidos, bem como em países latino-americanos. Milhares de hispano-americanos expressaram a crença de que são descendentes de cristãos-novos e muitos deles expressaram o desejo de retornar ao Judaísmo, o que pode provavelmente ser compreendido no âmbito das complexas políticas de identidade tanto da América Latina como da América Anglo-Saxônica com a mobilidade social. A crença na identidade do converso é normalmente baseada em memórias de práticas familiares que podem assemelhar-se a percepções ou entendimentos dos costumes e da religião judaica. Além disso, alguns conduziram pesquisas genealógicas na Internet e estudaram genética populacional disponível publicamente e análises de DNA, levando-os às suas conclusões.
Desde o início do século XXI, um número crescente "de Bnei Anusim [sefarditas] foram estabelecidos no Brasil, Colômbia, Costa Rica, Chile, Equador, México, República Dominicana, Venezuela e na própria Sefarad [Ibéria]" como "grupos organizados." Alguns membros destas comunidades reverteram formalmente ao Judaísmo e tornaram-se comunidades funcionais de judaizantes públicos.
Embora a reversão ao Judaísmo entre estas comunidades seja, em grande parte, uma questão de crença e interesse individual e qualquer conhecimento da ascendência judaica tenha sido geralmente perdido ao longo dos últimos quatro séculos, existem duas excepções específicas: A comunidade xueta da ilha espanhola de Maiorca nas Baleares e comunidade marrana da cidade portuguesa de Belmonte. Ambas as comunidades praticaram a endogamia ao longo de gerações, mantendo, assim, a consciência da sua herança judaica. No caso dos xueta, eles também sofreram estigma social e discriminação até meados do século XX devido à sua origem conversa.
A Agência Judaica para Israel estima que a população sefardita Bnei Anusim chegue a milhões. Embora sejam os menos proeminentes dos descendentes sefarditas, os Bnei Anusim sefarditas superam em número os seus homólogos judeus sefarditas integrados aos judeus, que consistem em sefarditas orientais, sefarditas do norte da África e o ex-converso sefardita ocidental.
Com até 20% da população da Península Ibérica e pelo menos 10% da população latino-americana descendente de ibéricos possuindo alguma ancestralidade sefardita (90% da população moderna da América Latina tendo pelo menos ascendência ibérica parcial), o tamanho total da população dos Bnei Anussim sefarditas (67,78 milhões) não é apenas várias vezes maior do que a população combinada dos subgrupos sefarditas integrados pelos judeus, mas também mais de quatro vezes o tamanho do total população judaica mundial como um todo, o que inclui os judeus asquenazes, mizrahim e outras comunidades judaicas.

## Status

### Halakha
Segundo a Halacá (lei religiosa judaica), o estatuto judaico dos Bnei Anusim sefarditas como grupo coletivo não é automaticamente reconhecido pela maioria das autoridades religiosas, por duas razões: questões relativas à distância geracional e questões relacionadas com a prova de uma linhagem judaica materna direta e ininterrupta, que é necessária para o reconhecimento ortodoxo. No entanto, existe um caminho de “retorno” para indivíduos, descrito em uma carta de HaRav Mordechau Eliahu em 1995, e um “certificado de retorno” oficial que ele criou e está em uso.[carece de fontes?]
No que diz respeito à primeira questão, muitas gerações se passaram desde as conversões forçadas dos antepassados anussim dos sefarditas Bnei Anusim. Dependendo das decisões legais judaicas seguidas, a distância geracional máxima para aceitação como judeus (sem a exigência de reversão/conversão formal) é entre 3 e 5 gerações do(s) antepassado(s) anussim(es) que foi/foram forçado(s) a se converter do Judaísmo ao Catolicismo.[carece de fontes?]
No que diz respeito à segunda questão, no Judaísmo rabínico, o status judaico de uma pessoa é determinado de duas maneiras:
- Um judeu por conversão, se passou pessoalmente por uma conversão formal ao judaísmo, ou
- Um judeu nato, se nasceu de uma linhagem judaica materna direta ininterrupta que é:
  - uma linhagem judaica ab initio ("desde o início"), desde tempos imemoriais descendente de uma mulher hebraica da era israelita ou
  - uma linhagem judaica estabelecida pela conversão formal de um ancestral feminino ao judaísmo, cujos descendentes diretos ininterruptos da linhagem materna judaica abrangem apenas os filhos nascidos dela após sua conversão (e os descendentes diretos da linha materna apenas de seus filhos pós-conversão).

Também ultimamente, para os repatriados, comparecer perante um Beit Din para estabelecer as evidências da linhagem feminina de ancestrais secretamente judeus da mãe.
O status não-judeu da mãe segundo a lei judaica, no entanto, não impede que os Bnei Anusim sefarditas sejam classificados como Zera Yisrael, que são descendentes de judeus que não são judeus segundo os critérios religiosos. Baseado nisso, alguns indivíduos Bnei Anusim sefarditas começaram a retornar formalmente ao judaísmo seguindo um processo formal de conversão e, assim, "recuperando" seu status como judeus individuais.
Pelo menos um rabino-chefe israelense decidiu que os Bnei Anusim sefarditas deveriam ser considerados judeus para todos os efeitos, mas este não é o consenso. Ele diz que uma cerimônia simbólica que denota conversão ao Judaísmo é necessária apenas no caso de um casamento em que a origem sefardita Bnei Anusim não seja partilhada por ambos os cônjuges, ou seja, um casamento entre um cônjuge de origem sefardita Bnei Anusim com um judeu de outra comunidade origem. Esta conversão pró-forma para efeitos de casamento destina-se apenas a eliminar qualquer dúvida relativa a qualquer possibilidade de ruptura da linhagem materna (que religiosamente pode afetar o estatuto da descendência gerada nesse casamento). Isso não implica que os Bnei Anusim sefarditas sejam de ascendência judaica.

## Distribuição

### Península Ibérica
Na própria Península Ibérica, assentamentos conhecidos e atestados de Bnei Anusim incluem os judeus de Belmonte (Portugal) e os xueta de Palma de Maiorca (Espanha).
Em 2011, o rabino Nissim Karelitz, uma importante autoridade haláchica e presidente do tribunal rabínico Beit Din Tzedek em Bnei Brak (Israel), reconheceu toda a comunidade xueta como judaica.
Da comunidade marrana em Belmonte, alguns regressaram oficialmente ao judaísmo na década de 1970. Eles abriram uma sinagoga, Bet Eliahu, em 1996. Essa comuniade marrana portuguesa, no entanto, ainda não obteve o mesmo reconhecimento como judeus que os xueta em 2011.
Tanto em Portugal como na Espanha há pessoas com ascendência judaica. De acordo com estudos de DNA, até 20% da população moderna da Península Ibérica tem ascendência judaica. Alguns são provavelmente Bnei Ansuim, cujos ancestrais judeus sefarditas se converteram, mas permaneceram na Península.

### América Latina
Estudos históricos recentes sugerem que o número de cristãos-novos que participaram na conquista e colonização foi mais significativo do que se estimava anteriormente. Foi confirmado que notáveis conquistadores, administradores, colonos espanhóis e o cronista Pedro Cieza de León eram de origem sefardita.
Descobertas recentes foram relacionadas a registros recém-encontrados na Espanha, os quais relacionaram-se com conversões, casamentos, batismos e julgamentos da Inquisição dos pais, avós e bisavós dos imigrantes ibéricos de origem sefardita.
De um geral, os estudiosos estimam que até 10% dos colonos ibéricos da América Latina colonial podem ter sido de origem sefardita. Sua distribuição regional de assentamento era variada, indo de nenhum na maioria das áreas até um terço dos colonos ibéricos em outras áreas.
Estudos recentes de DNA e padrões históricos de assentamento de cristãos-novos indicam que a concentração desses descendentes professos de judeus sefarditas assimilados por latino-americanos é encontrada principalmente nas seguintes localidades:
- O Sudoeste dos EUA, antes controlado pelo Império Espanhol e depois pelo México, especialmente o norte do Novo México e o sul do Colorado;[7]
- Os estados mais ao norte do México, que fazem fronteira com o sudoeste estadunidense, particularmente Nuevo León  e também na região de Los Altos de Jalisco;[8][9]
- Cidades próximas aos vales dos rios Acaraú e Jaguaribe, no estado brasileiro do Ceará;
- A região do Seridó, entre os estados nordestinos brasileiros do Rio Grande do Norte e da Paraíba;[10]
- O departamento de Antioquia, no centro da Colômbia;[11]
- Regiões sul e centro do Equador, especialmente Loja e Zaruma;[7]
- As áreas de serra do noroeste do Peru;[12]
- Santa Cruz de la Sierra, no leste da Bolívia;[13]
- A região da Bacia do Rio da Prata no leste da Argentina;[14]
- A região sul do Chile.[15]

A característica comum a todas as localidades e regiões acima mencionadas é que estão situadas em áreas remotas, isoladas pela distância ou por características geográficas dos centros administrativos coloniais espanhóis, sobretudo a Cidade do México e Lima. Isto contrasta com os padrões iniciais de colonização dos cristãos-novos durante os primeiros dias da conquista espanhola. A maioria se estabeleceu nos centros urbanos coloniais e comerciais da Cidade do México e Lima, em busca de centros mais familiares às suas vidas anteriores.
Quando a Inquisição Espanhola foi introduzida nas colônias espanholas na América, estabeleceu suas bases na Cidade do México e em Lima. Com isso, muitos cristãos-novos fugiram para áreas mais isoladas geograficamente nas colônias espanholas vizinhas, e foi também um padrão de colonização gradual das áreas mais distantes. Esses eventos provocaram o despovoamento dos cristãos-novos  de todo o Peru e México, exceto suas respectivas regiões mais ao norte.

#### Chegadas posteriores de sefarditas
Depois que a Inquisição foi finalmente dissolvida oficialmente no século XIX, os descendentes dos sefarditas imigraram para a América Latina como judeus. Esses sefarditas são claramente distinguíveis na história dos sefarditas Bnei Anusim.
Durante o boom da borracha no século XIX, o Peru recebeu imigrantes sefarditas, muitos dos quais norte-africanos vindos do Marrocos. Milhares de seus descendentes mestiços com indígenas, em sua maioria assimilados, ainda vivem em toda a bacia amazônica. (Ver também Judeus amazônicos).
México e Argentina também receberam imigrantes sefarditas, muitos dos quais vindos da Síria. Esta onda chegou antes e depois da Primeira Guerra Mundial e do colapso do Império Otomano.
A Venezuela recebeu sefarditas ocidentais em sua região norte de nações insulares vizinhas ao norte. Esses imigrantes sefarditas ocidentais geralmente chegavam com outros imigrantes holandeses às suas colônias nas Américas, como Curaçao, pois haviam se estabelecido pela primeira vez na tolerante Holanda. Eles também se estabeleceram em lugares como Panamá, Honduras e Colômbia. Esta migração multiparadas foi um processo que durou séculos.
Os descendentes de imigrantes sefarditas ocidentais na América Latina incluem pelo menos quatro chefes de estado: três criados como judeus (Max Delvalle e Eric Arturo Delvalle do Panamá e Ricardo Maduro de Honduras) e um criado como católico (Nicolás Maduro, atual presidente da Venezuela).
Os sefarditas norte-africanos no Peru assimilaram, em grande parte, a cultura majoritária, o que se deve, em parte, pelo fato de seus primeiros imigrantes serem majoritariamente homens, que se casaram com mulheres locais para estabelecerem as suas famílias. Os sefarditas orientais (vindos do Oriente Médio) no México, que chegaram como famílias, permaneceram em grande parte em comunidades judaicas. Os sefarditas ocidentais na América hispânica incluem descendentes que foram assimilados e outros que vivem como judeus.

### Israel
Há um pequeno, mas forte, contingente de imigrantes judeus vindos da América Latina para Israel, predominantemente vindos das comunidades judaicas normativas (asquenazes e sefarditas) residentes na América Latina. Entre estes imigrantes latino-americanos, no entanto, há também algumas, mas não muitas, pessoas de origem sefardita Bnei Anusim que também imigraram, a maioria das quais chegaram a Israel após conversões oficiais ao Judaísmo fora de Israel.
Foi noticiado na mídia israelense que alguns Bnei Anusim sefarditas regularizaram seu status uma vez em Israel, após chegarem como turistas ou visitantes. Outros Bnei Ansuim sefarditas foram deportados ou ameaçados de tal. Em um dos casos, em 2009, o Ministério do Interior israelense tentou deportar os idosos Bnei Anusim, pais de irmãos colombianos que eram cidadãos israelenses. Todos os membros da família são de herança Bnei Ansuim, mas apenas a geração mais jovem (os irmãos) voltou ao Judaísmo, enquanto os seus pais, não. Os irmãos fizeram aliá como judeus e adquiriram a cidadania israelense. Deixados sozinhos na Colômbia, os pais seguiram os filhos para Israel, onde viveram com eles durante 5 anos, sendo, então, ameaçados de deportação.

### Índia
Fora da Península Ibérica e das colônias ibéricas nas Américas, Goa, antiga colônia portuguesa hoje pertencente à Índia, também recebeu Anussim sefarditas, onde foram submetidos à Inquisição de Goa. Em 1494, após a assinatura do Tratado de Tordesilhas, foi dado a Portugal o direito de fundar colônias no Hemisfério Oriental e à Espanha, o domínio sobre o Novo Mundo. No Oriente, como explica o professor Walter Fischel, os portugueses encontraram uso para os sefarditas em Goa e nas suas outras possessões indianas e asiáticas, usando- os como carteiros, agentes e tradutores, por exemplo. A capacidade dos judeus sefarditas e anussim de falar árabe tornou-os vitais para as ambições coloniais portuguesas no Oriente, onde podiam interagir e participar em missões diplomáticas e comerciais nas cortes muçulmanas do Império Mugal. A Índia também atraiu judeus sefarditas e anussim por outras razões. Em sua palestra na Biblioteca do Congresso, o professor Sanjay Subrahmanyam explica que os anussim sefarditas foram especialmente atraídos pela Índia porque ali não só era um centro de comércio de bens como especiarias e diamantes, como também estabeleceu antigos assentamentos judaicos, como os judeus de Cochim. A presença destas comunidades mais antigas oferecia aos anussim, que tinham sido forçados a aceitar o Catolicismo, a oportunidade de viver dentro do Império Português, longe da Inquisição, e, se quisessem, podiam contatar os judeus destas comunidades e readotar a fé de seus pais. A presença dos anussim na Índia despertou a ira do Arcebispo de Goa, Dom Gaspar Jorge de Leão Pereira, e outros, que escreveram polêmicas e cartas a Lisboa instando que a Inquisição fosse trazida à Índia. 24 anos após o início da Inquisição Portuguesa, esta chegou à Índia em 1560, depois de outro pedido feito ao Rei de Portugal. O impacto do anusim na Índia portuguesa e nas outras colónias orientais de Portugal continua a ser um assunto de investigação académica em curso.
Houve também uma presença influente de anussim sefarditas no Forte St. George, que, mais tarde, foi chamado de Madras e hoje é a cidade indiana Chennai. Nos primeiros anos sob o governador Elihu Yale (que mais tarde fundou a Universidade de Yale), foram nomeados três vereadores judeus (de um total de 12 vereadores) para representar a população judaica na cidade nascente.
O conquistador do reino de Jaffna, incluído Filipe de Oliveira, provavelmente tem origem sefardita com seu sobrenome e provavelmente tem ascendência conversa. Os Oliveiras tem fonte de tradição familiar que diz que este sobrenome tem origem nos levitas na Tribo de Judá desde a destruição de Jerusalém pelos romanos, em 70 d.C.